# London Underground 1967 Stock

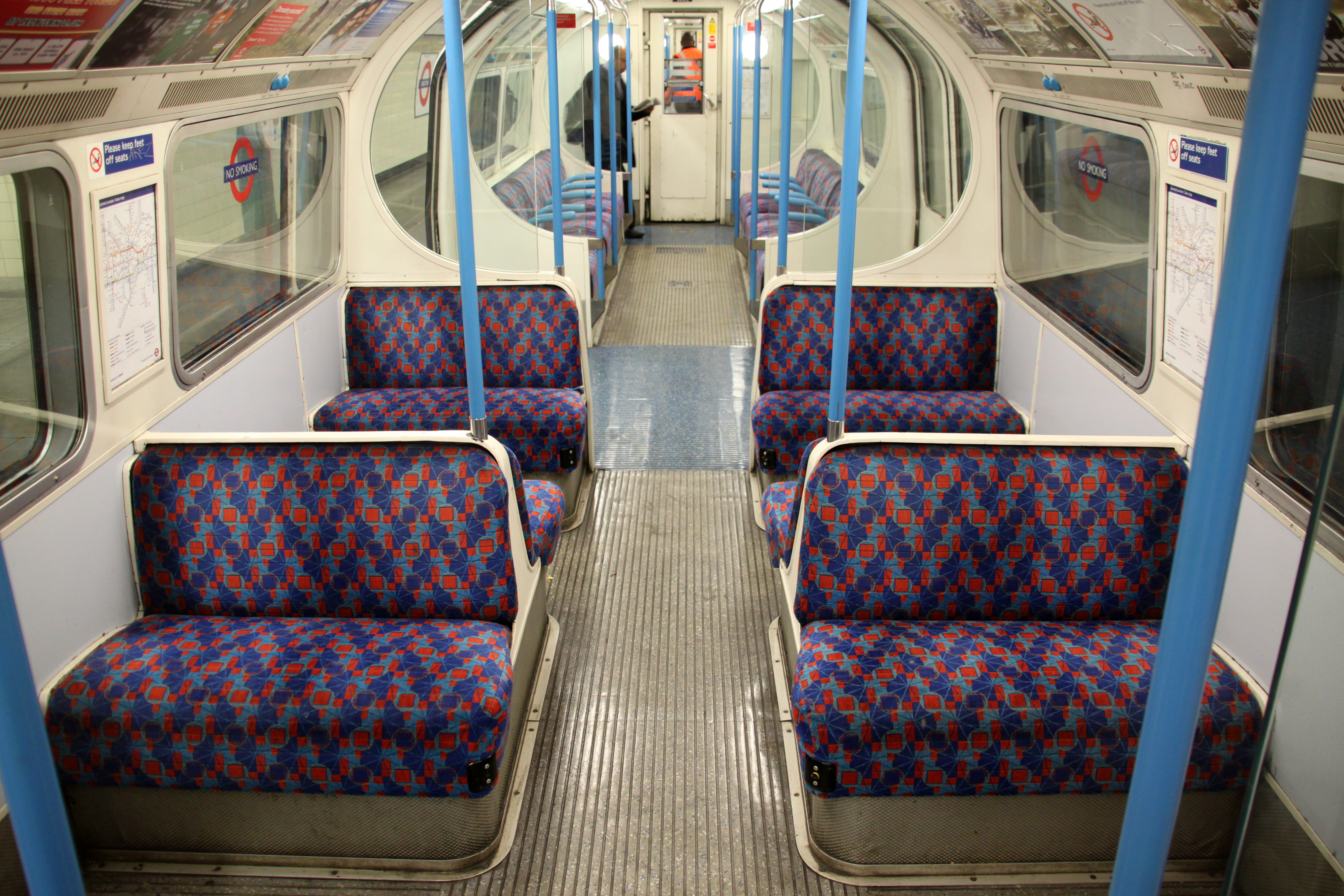
Wnętrze wagonu kierowniczego

London Underground 1967 Stock (także 1967 Tube Stock lub 1967 Stock) – elektryczny zespół trakcyjny produkowany w latach 1967-1969 dla metra londyńskiego przez przedsiębiorstwo Metro Cammell, wprowadzony do eksploatacji w latach 1968-1971.
Zbudowanych zostało 316 wagonów odpowiadających 39,5 składom 8-członowym. W latach 1987–1989 dokonano przebudowy 28 wagonów zbliżonej klasy 1972 Stock Mk I na 1967 Stock, dając w sumie 344 wagony i 43 składy. W latach 1995–1999 przebudowano w ten sposób kolejne 3 wagony. W skład każdego zestawu wchodziły cztery człony kierownicze, rozmieszczone na krańcach oraz w środkowej części składu. W latach 1991–1995 wagony przeszły modernizację przeprowadzoną przez spółkę Tickford Rail Limited.
Pociągi przez około 40 lat wykorzystywane były do obsługi linii Victoria. Eksploatacja zestawów klasy 1967 Stock zakończyła się 30 czerwca 2011 roku. Ich miejsce zajęły pociągi typu 2009 Stock.